# Panzer Division Clausewitz
Panzer Division Clausewitz var en kortlivad tysk pansardivision under andra världskriget som fick sitt namn från Carl von Clausewitz. 
Divisionen bildades i centrala Tyskland i början av April 1945 under Generalleutnant Martin Unreins, och fick trupper av andra enheter som bland annat 233. Reserve Panzer Division och fordon från en militärakademi i Putlos.
Många av divisionens trupper var av hög kvalitet eftersom de flesta var veteraner från östfronten som hade varit i reservenheter på grund av skador. Stridsvagnspersonalen var uppgjord av instruktörer. Divisionen hade dock för lite fordon - ungefär 20% av divisionens tilldelade fordon var tillgängliga. Utrustningen divisionen hade var också förlegade, stridsvagnarna de hade var Panzer III och Panzer IV - och dessa var även i dåligt skick. Det fanns inga artilleripjäser, mycket lite ammunition och inga trängtrupper.
Divisionens stred mot brittiska pansarenheter på den norra fronten mellan den 10 och 12 april. Efter detta blev divisionen överförd till XXXIX. Armeekorps, som blev beordrad att förflytta sig söderut för att kapa av de ledande amerikanska divisionerna, som nu hade nått Elbe, och sedan förena sig med 11. SS Panzer-Armee, som stred i Harz. Den större delen av Clausewitz-divisionens styrka gick åt i detta anfall, och vid den 20 april så hade divisionen brutit ihop i olika oorganiserade grupper. Den 24 april blev divisionsbefälhavaren tillfångatagen av amerikanska styrkor.

### Fotnoter
1. ↑  ”Panzer Division Clausewitz”. Axis History.com. http://www.axishistory.com/axis-nations/germany-a-austria/heer/150-germany-heer/heer-divisionen/4004-panzer-division-clausewitz. Läst 4 december 2015.